# Хейливилл
Хейливилл (англ. Haileyville) — город, расположенный в округе Питсберг (штат Оклахома, США) с населением в 891 человек по статистическим данным переписи 2000 года.

## География
По данным Бюро переписи населения США город Хейливилл имеет общую площадь в 2,59 квадратных километров, водных ресурсов в черте населённого пункта не имеется.
Город Хейливилл расположен на высоте 193 метра над уровнем моря.

## Демография
По данным переписи населения 2000 года в городе Хейливилл проживало 891 человек, 253 семьи, насчитывалось 375 домашних хозяйств и 452 жилых дома. Средняя плотность населения составляла около 337 человек на один квадратный километр. Расовый состав города по данным переписи распределился следующим образом: 69,81 % белых, 0,67 % — чёрных или афроамериканцев, 21,89 % — коренных американцев, 0,34 % — азиатов, 6,73 % — представителей смешанных рас, 0,56 % — других народностей. Испаноговорящие составили 2,24 % от всех жителей города.
Из 375 домашних хозяйств в 29,3 % — воспитывали детей в возрасте до 18 лет, 50,4 % представляли собой совместно проживающие супружеские пары, в 13,9 % семей женщины проживали без мужей, 32,3 % не имели семей. 30,1 % от общего числа семей на момент переписи жили самостоятельно, при этом 12,8 % составили одинокие пожилые люди в возрасте 65 лет и старше. Средний размер домашнего хозяйства составил 2,38 человек, а средний размер семьи — 2,96 человек.
Население города по возрастному диапазону по данным переписи 2000 года распределилось следующим образом: 26,4 % — жители младше 18 лет, 9,4 % — между 18 и 24 годами, 24,9 % — от 25 до 44 лет, 23,9 % — от 45 до 64 лет и 15,4 % — в возрасте 65 лет и старше. Средний возраст жителей составил 36 лет. На каждые 100 женщин в городе приходилось 93,7 мужчин, при этом на каждые сто женщин 18 лет и старше приходилось 90,7 мужчин также старше 18 лет.
Средний доход на одно домашнее хозяйство в городе составил 26 833 доллара США, а средний доход на одну семью — 29 600 долларов. При этом мужчины имели средний доход в 29 688 долларов США в год против 22 500 долларов среднегодового дохода у женщин. Доход на душу населения в городе составил 13 326 долларов в год. 14,8 % от всего числа семей в округе и 17,7 % от всей численности населения находилось на момент переписи населения за чертой бедности, при этом 21,4 % из них были моложе 18 лет и 15,4 % — в возрасте 65 лет и старше.